# Heiligenberg, Bas-Rhin

Heiligenberg este o comună în departamentul Bas-Rhin, Franța. În 1 ianuarie 2022 avea o populație de 695 de locuitori.